# پینوی پاپ
پینوی پاپ (انگلیسی: Pinoy pop) که به عنوان پاپ فیلیپینی شناخته می‌شود (شکل مخفف «موسیقی محبوب پینوی» یا «موسیقی محبوب فیلیپینی»؛ یا پی پاپ) به موسیقی رایج در فیلیپین که از ژانر OPM (موسیقی فیلیپین) سرچشمه می‌گیرد، اشاره دارد. با شروع خود در اواخر دهه ۱۹۷۰، پینوی پاپ یک سبک رو به رشد در دهه ۲۰۲۰ است.